# Gamla polishuset, Laholm
Gamla polishuset är ett tidigare polishus i Laholm, beläget vid Humlegränd centralt i orten.

## Historik
Ett särskilt polishus planerades under 1950-talet av Södra Hallands kommunala samarbetsnämnd, ett arbete som övertogs 1958 av Södra Hallands kommunalförbund sedan den organisationen bildats. Då var Svend Bögh-Andersen anknuten som arkitekt, men i december 1958 offentliggjordes ett förslag från Gösta Fredblad och Hugo Höstrup.
Fredblad och Höstrups förslag justerades och huset byggdes av kommunalförbundet 1960–1961 med Jonassons Byggnads AB som entreprenör. Det bestod av tre våningar med plats för polis och åklagare. Arresten lades i ett lägre anslutande hus. Huset invigdes den 24 oktober 1961.
År 2013 flyttade polisen till nya lokaler på Lantmannagatan. Huset var därefter till stor del tomt i flera år.
År 2020 röstade Arkitekturupproret fram polishuset som den femte fulaste byggnaden i Halland och den nittionde fulaste byggnaden i hela Sverige.
I oktober 2021 bestämde kommunstyrelsen att huset skulle upprustas för 21 miljoner kronor. Upprustningen hade gjorts aktuellt av branden på Campus Laholm/Osbecksgymnasiet i maj 2021. Renoveringen och saneringen avslutades hösten 2022. Byggnaden inhyste därefter olika kommunala förvaltningar som LSS och arbetsmarknadsenheten. Nyinvigningen av byggnaden som nu kallades Humlegången 2 ägde rum den 6 mars 2023.